# Kisgát
Kisgát Kaposvár egyik városrésze, a Tisztviselőteleptől keletre helyezkedik el. Elegáns családi házas övezet, főként új építésű házakkal. Északi részén épült fel a Napsugár lakópark. A városrészben található a Klebelsberg Középiskolai Kollégium, az Inkubátorház, több autószalon, szakkereskedés és áruház is.

## Közlekedés
Fontos útvonala az Árpád utca (610-es főút), amelyből a keleti szélén ágazik ki Szántód felé a 6505-ös út. A városrész határán található Kaposvár egyik legnagyobb közúti csomópontja, a Mező utcai csomópont.

### Tömegközlekedés
A kisgáti városrészt az alábbi helyi járatú buszok érintik:
| Járatszám | Útvonal                                                                                   |
| --------- | ----------------------------------------------------------------------------------------- |
| 8         | Helyi autóbusz-állomás - Hősök temploma - Mező u. csp. - Toponár, forduló                 |
| 8B        | Helyi autóbusz-állomás - Videoton - NABI                                                  |
| 8E        | Helyi autóbusz-állomás - Hősök temploma - Villamossági Gyár - Kaposvári Egyetem           |
| 18        | Helyi autóbusz-állomás - Hősök temploma - Mező u. csp. - Toponár, Szabó P. u.             |
| 20        | Tóth Á u. - Füredi u. csp. - Mező u. csp. - Videoton                                      |
| 20A       | Raktár u. - Füredi u. csp. - Mező u. csp. - Videoton                                      |
| 23        | Laktanya - Füredi u. csp. - Kisgát - Villamossági Gyár - Kaposvári Egyetem                |
| 26        | Laktanya - Losonc köz - ÁNTSZ - Mező u. csp. - Videoton - NABI                            |
| 27        | Laktanya - Füredi u. csp. - Kisgát - Hősök temploma - Kométa                              |
| 81        | Helyi autóbusz-állomás - Mező u. csp. - Kisgát - Szent Imre utca - Helyi autóbusz-állomás |

## Képek

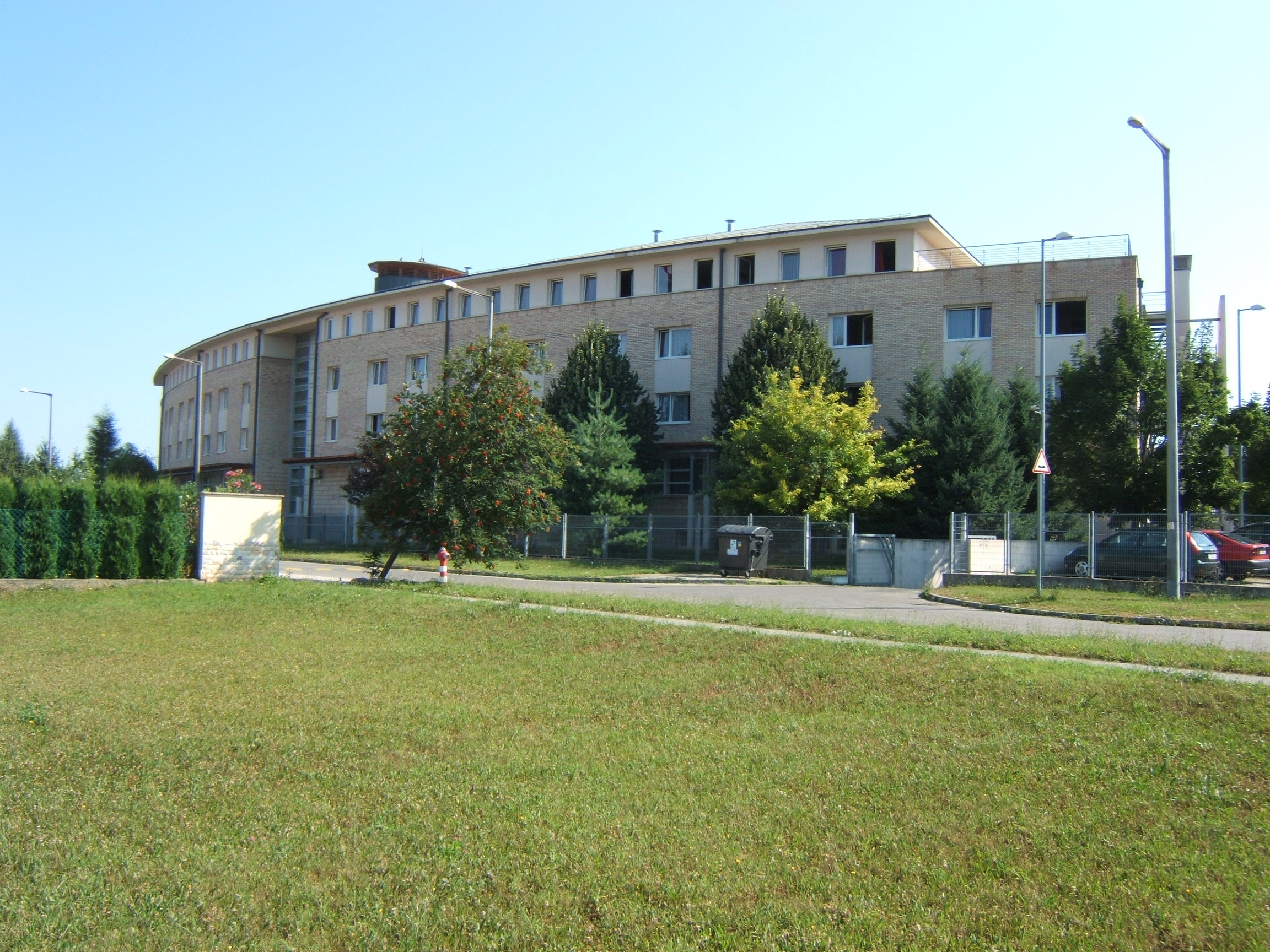
A Klebelsberg Középiskolai Kollégium
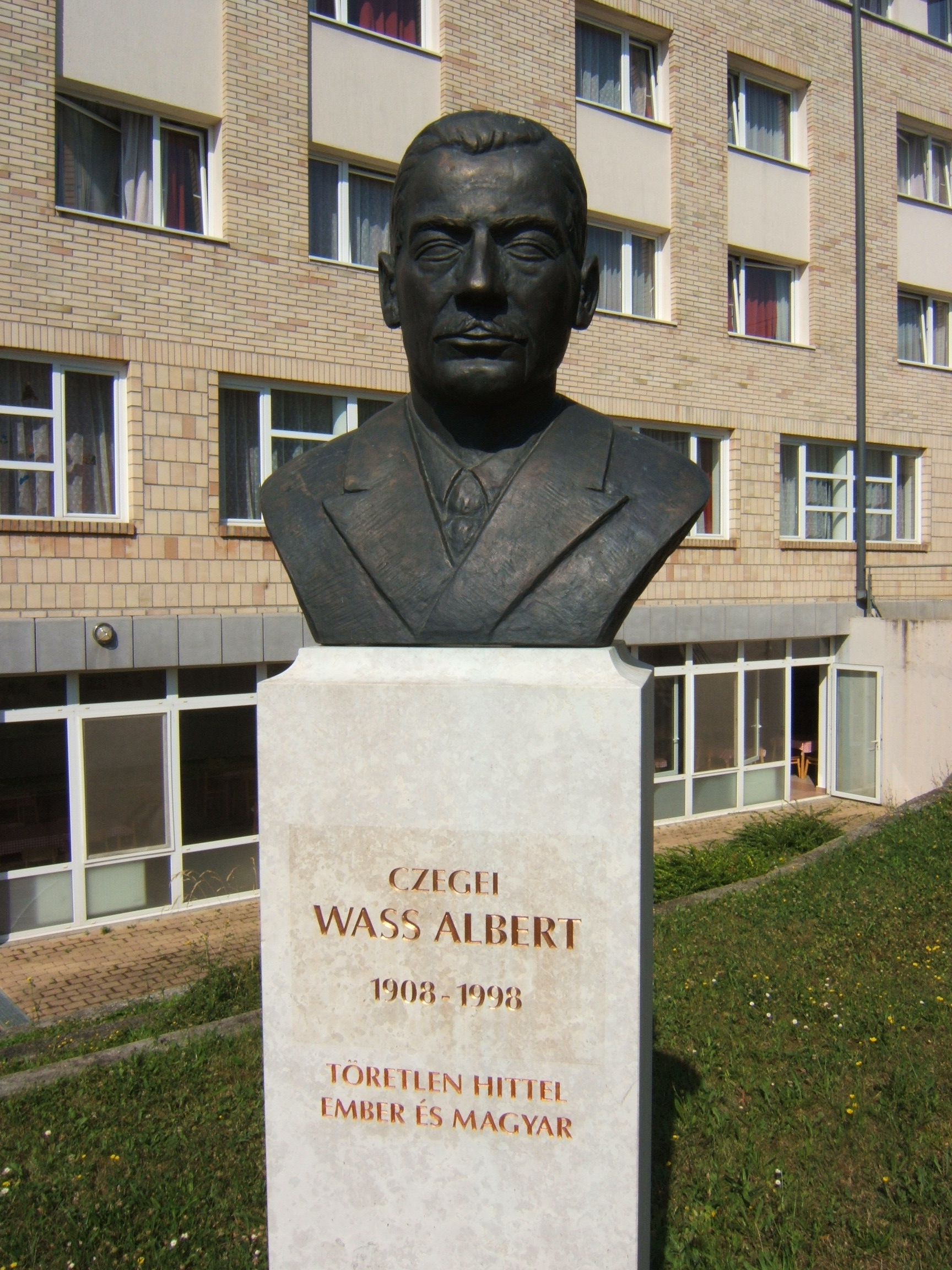
Wass Albert szobra
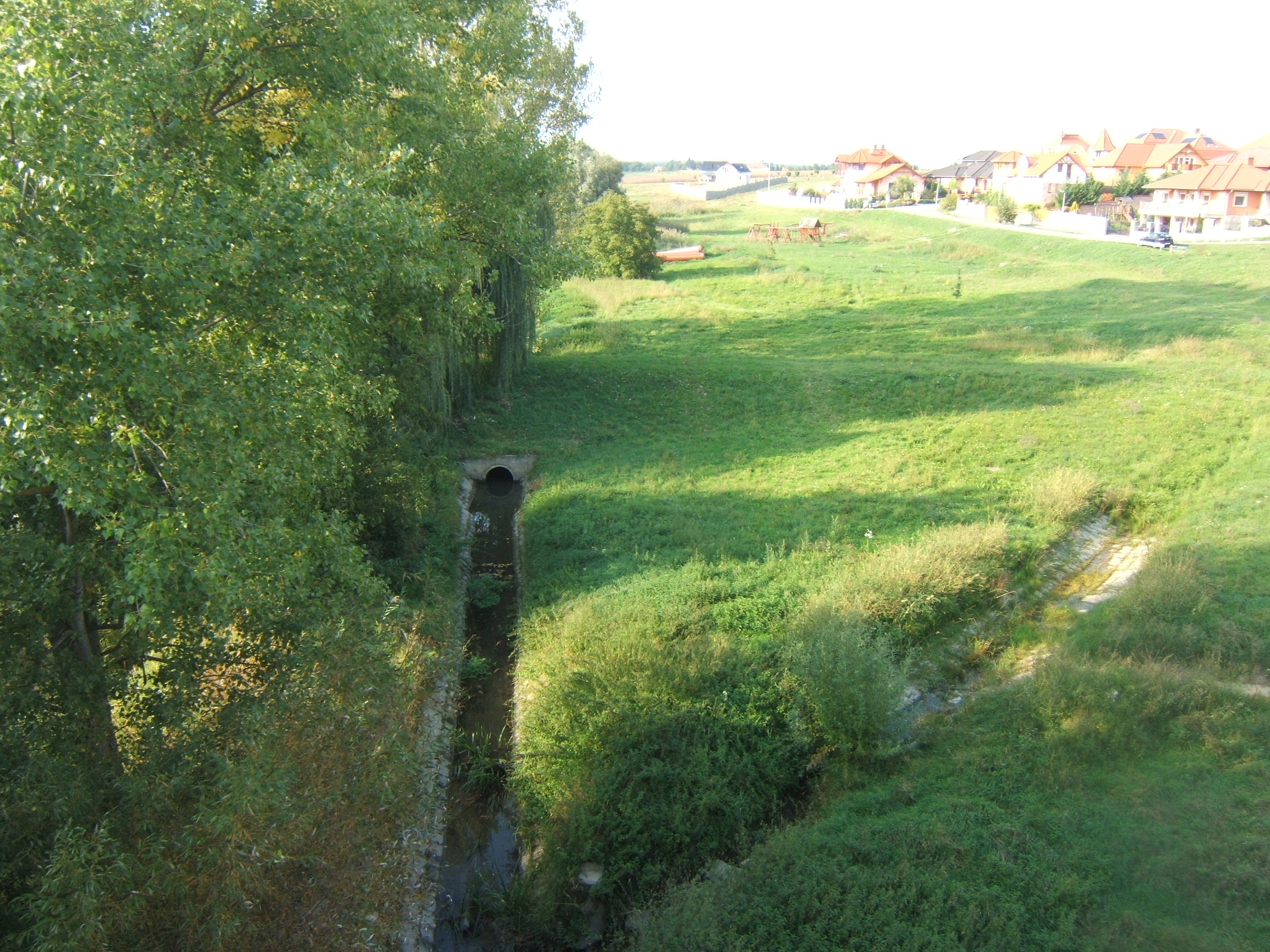
A Kisgáti-patak a 610-es főút hídjáról nézve